# Orchesia luteipalpis
Orchesia luteipalpis is een keversoort uit de familie zwamspartelkevers (Melandryidae). De wetenschappelijke naam van de soort werd in 1857 gepubliceerd door Étienne Mulsant & Guillebeau.